# Crocallis multilinea
Crocallis multilinea är en fjärilsart som beskrevs av W. Warren 1900. Crocallis multilinea ingår i släktet Crocallis och familjen mätare. Inga underarter finns listade i Catalogue of Life.